# 백야도 (여수시)
백야도(白也島)는 전라남도 여수시 화정면 백야리에 위치한 섬이다.

## 개요
여수시에서 남서쪽으로 약 18.5km 정도 떨어진 곳에 위치하며 면적은 4.04km2이다. 백야도 중심에 위치한 산봉우리가 연꽃 봉우리처럼 보이고 돌들이 모두 색을 띠고 있어 일명 흰섬이라고도 부르기도 하며, 멀리서 섬을 바라보면 범이 새끼를 품고 있는 것 같다고 하여 백호섬이라고도 하였으나 지금은 '백야도'로 통칭되고 있다. 화정면사무소가 이 곳에 위치하고 있다.

## 마을 형성
이 곳에 사람이 살게 된 것은 임진왜란 당시 창원 황씨가 피난하여 이 곳으로 최초로 들어왔다고 하나 그 유래에 대해서는 알려진 바가 없다. 이후 장흥 고씨, 광산 김씨, 경주 김씨, 나주 임씨, 경주 최씨가 이 섬으로 들어오면서 백야도에 마을이 형성되었으며 그 후 밀양 박씨, 전주 이씨도 이 섬으로 들어와 살게 되어 지금에 이르고 있다. 최초로 입도한 것으로 알려진 창원 황씨를 가진 가구는 3호가 남아 있는 것으로 알려지고 있다.

## 지형
이 섬에서 가장 높은 산의 이름은 '옥정산'(玉井山)이며 가장 높은 산봉우리 이름이 '백야봉'(白也峰)이기 때문에 '백야봉' 또는 '백화봉'(白花峰)이라고도 불린다. 높이는 약 286m이다.

## 교통
본래 섬이기 때문에 백야항을 통한 해상 교통으로 여수시 내륙으로 진입할 수 있었으나 2005년 4월 14일에 백야대교가 완공되면서 교통이 크게 개선되었다. 다리 개통 이후 여수시의 시내버스가 이 곳까지 운행하고 있다.